# Japan Open 1993
Die Japan Open 1993 im Badminton fanden vom 12. bis zum 17. Januar 1993 in Yoyogi, Tokio, statt. Das Preisgeld betrug 150.000 US-Dollar, was dem Turnier zu einem Fünf-Sterne-Status im Grand-Prix-Circuit verhalf.

## Sieger und Platzierte
| Disziplin    | Gold                          | Silber                                   | Bronze                             |
| ------------ | ----------------------------- | ---------------------------------------- | ---------------------------------- |
| Herreneinzel | Heryanto Arbi                 | Joko Suprianto                           | Poul-Erik Høyer Larsen             |
| Herreneinzel | Heryanto Arbi                 | Joko Suprianto                           | Ardy Wiranata                      |
| Dameneinzel  | Ye Zhaoying                   | Bang Soo-hyun                            | Huang Hua                          |
| Dameneinzel  | Ye Zhaoying                   | Bang Soo-hyun                            | Lee Heung-soon                     |
| Herrendoppel | Chen Hongyong Chen Kang       | Pramote Teerawiwatana Sakrapee Thongsari | Huang Zhanzhong Zheng Yumin        |
| Herrendoppel | Chen Hongyong Chen Kang       | Pramote Teerawiwatana Sakrapee Thongsari | Rudy Gunawan Bambang Suprianto     |
| Damendoppel  | Chung So-young Gil Young-ah   | Finarsih Lili Tampi                      | Christine Magnusson Lim Xiaoqing   |
| Damendoppel  | Chung So-young Gil Young-ah   | Finarsih Lili Tampi                      | Haruko Matsuda Aiko Miyamura       |
| Mixed        | Thomas Lund Catrine Bengtsson | Christian Jakobsen Marlene Thomsen       | Jan Paulsen Lotte Olsen            |
| Mixed        | Thomas Lund Catrine Bengtsson | Christian Jakobsen Marlene Thomsen       | Pär-Gunnar Jönsson Maria Bengtsson |

## Finalergebnisse
| Disziplin    | Sieger                        | Finalist                                 | Ergebnis     |
| ------------ | ----------------------------- | ---------------------------------------- | ------------ |
| Herreneinzel | Heryanto Arbi                 | Joko Suprianto                           | 15-8, 15-12  |
| Dameneinzel  | Ye Zhaoying                   | Bang Soo-hyun                            | 11-6, 11-5   |
| Herrendoppel | Chen Kang Chen Hongyong       | Sakrapee Thongsari Pramote Teerawiwatana | 15-10, 15-10 |
| Damendoppel  | Chung So-young Gil Young-ah   | Finarsih Lili Tampi                      | 15-12, 15-5  |
| Mixed        | Thomas Lund Catrine Bengtsson | Christian Jakobsen Marlene Thomsen       | 15-6, 15-6   |

## Ergebnisse

### Herreneinzel Qualifikation
- Ronald Magnaye –  Prakash Doj Rana: 15-5 / 15-9
- Hideki Furukawa –  Jesus Araneta Martin: 15-5 / 17-14
- Yasumasa Tsujita –  Rocky Magnaye: 15-2 / 15-3
- Ernesto de la Torre –  Akio Hirama: 6-15 / 15-0 / 15-11
- Akio Ishimoto –  Bernardo Monreal: 15-10 / 15-12
- Pawel Uwarow –  Melvin Llanes: 15-3 / 15-1
- Alfredo Costabile –  Ronnie Caballero: 15-5 / 15-11
- Hideki Furukawa –  Ramjee B. Shrestha: 18-15 / 15-1
- Duminda Jayakody –  Antonio Mance jr.: 15-8 / 15-10
- Ng Liang Hua –  Norio Imai: 15-9 / 1-15 / 15-9
- Kazuhiro Honda –  William Mardicas: 15-7 / 15-4
- Ernesto de la Torre –  Hong Han Lim: 15-2 / 15-7
- Tsutomu Kinjo –  Allan De Leon: 15-1 / 15-4
- Akio Ishimoto –  Ronald Magnaye: 15-4 / 15-0
- Alfredo Costabile –  Pawel Uwarow: 18-17 / 9-15 / 18-14
- Hideki Furukawa –  Jaime Llanes: 15-14 / 15-10
- Yasumasa Tsujita –  Duminda Jayakody: 9-15 / 15-4 / 15-0
- Kazuhiro Honda –  Ng Liang Hua: 0-15 / 17-16 / 15-6
- Ernesto de la Torre –  Tsutomu Kinjo: 9-15 / 15-7 / 17-13

### Herreneinzel
- Ardy Wiranata –  Hannes Fuchs: 15-8 / 18-17
- Peter Knowles –  Akio Ishimoto: 15-2 / 15-13
- Michael Keck –  Yoo Yong-sung: 15-8 / 15-2
- Andrei Antropow –  Lin Wei-chen: 15-11 / 15-4
- Thomas Stuer-Lauridsen –  Rikard Magnusson: 15-5 / 15-12
- Seiichi Watanabe –  Patrick Lau Kim Pong: 15-6 / 15-3
- Liu Jun –  Shinji Bito: 15-3 / 15-6
- Park Sung-woo –  Chan Kin Ngai: 15-5 / 18-15
- Zhao Jianhua –  Fernando de la Torre: 15-2 / 15-8
- Hideaki Motoyama –  Jethanan Ramnani: 15-8 / 15-9
- Heryanto Arbi –  Yong Hock Kin: 15-17 / 15-10 / 15-3
- Ahn Jae-chang –  Patrik Andreasson: 15-13 / 5-15 / 18-16
- Hermawan Susanto –  Hideki Furukawa: 15-6 / 15-1
- Xie Yangchun –  Erik Lia: 2-15 / 15-11 / 15-12
- Darren Hall –  Niroshan Wijekoon: 15-3 / 15-2
- Ha Tae-kwon –  Paul Stevenson: 11-15 / 17-14 / 15-10
- Jaimie Dawson –  Hiroki Eto: 15-5 / 18-17
- Poul-Erik Høyer Larsen –  Yasumasa Tsujita: 15-7 / 15-3
- Wu Wenkai –  Anders Nielsen: 15-8 / 15-10
- Lee Yong-sun –  Ong Ewe Hock: 15-6 / 15-9
- Jens Olsson –  Kusamao Suzuki: 15-7 / 15-9
- Pontus Jäntti –  Dong Jiong: 15-7 / 15-2
- Alan Budikusuma –  Hans Sperre: 15-0 / 7-15 / 15-4
- Kazuhiro Shimogami –  Kazuhiro Honda: 15-4 / 8-15 / 15-4
- Kim Hak-kyun –  Peter Espersen: 13-15 / 15-2 / 15-7
- Oliver Pongratz –  Ri Nam-chol: 15-9 / 15-4
- Joko Suprianto –  Ernesto de la Torre: 15-1 / 15-1
- Steve Butler –  Kim Dong-moon: 15-1 / 15-5
- Sompol Kukasemkij –  Fung Permadi: 15-7 / 15-11
- Wan Zhengwen –  Wong Wai Lap: 9-15 / 15-6 / 15-9
- Rashid Sidek –  Lee Mou-chou: 15-3 / 15-12
- Fumihiko Machida –  Basharat Iqbal: w.o.
- Ardy Wiranata –  Peter Knowles: 15-2 / 15-5
- Andrei Antropow –  Michael Keck: 15-11 / 15-4
- Thomas Stuer-Lauridsen –  Seiichi Watanabe: 15-4 / 15-2
- Liu Jun –  Park Sung-woo: 15-11 / 18-17
- Zhao Jianhua –  Hideaki Motoyama: 15-4 / 15-6
- Heryanto Arbi –  Ahn Jae-chang: 15-9 / 15-11
- Hermawan Susanto –  Xie Yangchun: 15-9 / 15-12
- Darren Hall –  Ha Tae-kwon: 15-8 / 15-2
- Poul-Erik Høyer Larsen –  Jaimie Dawson: 15-9 / 15-2
- Wu Wenkai –  Fumihiko Machida: 15-3 / 15-8
- Jens Olsson –  Lee Yong-sun: 15-10 / 15-6
- Pontus Jäntti –  Alan Budikusuma: 13-15 / 17-14 / 15-11
- Kim Hak-kyun –  Kazuhiro Shimogami: 15-6 / 15-5
- Joko Suprianto –  Oliver Pongratz: 15-9 / 15-1
- Steve Butler –  Sompol Kukasemkij: 15-11 / 15-18 / 9-3
- Rashid Sidek –  Wan Zhengwen: 15-10 / 15-2
- Ardy Wiranata –  Andrei Antropow: 15-4 / 15-10
- Thomas Stuer-Lauridsen –  Liu Jun: 15-8 / 15-9
- Heryanto Arbi –  Zhao Jianhua: 15-10 / 15-9
- Hermawan Susanto –  Darren Hall: 16-17 / 15-5 / 15-4
- Poul-Erik Høyer Larsen –  Wu Wenkai: 18-16 / 17-14
- Jens Olsson –  Pontus Jäntti: 15-7 / 2-15 / 15-12
- Joko Suprianto –  Kim Hak-kyun: 15-12 / 17-14
- Rashid Sidek –  Steve Butler: 15-2 / 15-7
- Ardy Wiranata –  Thomas Stuer-Lauridsen: 11-15 / 15-12 / 15-7
- Heryanto Arbi –  Hermawan Susanto: 15-10 / 15-11
- Poul-Erik Høyer Larsen –  Jens Olsson: 15-11 / 18-14
- Joko Suprianto –  Rashid Sidek: 5-15 / 15-9 / 15-9
- Heryanto Arbi –  Ardy Wiranata: 15-7 / 15-8
- Joko Suprianto –  Poul-Erik Høyer Larsen: 10-15 / 17-14 / 15-12
- Heryanto Arbi –  Joko Suprianto: 15-8 / 15-12

### Dameneinzel
- Han Jingna –  Si-an Deng: 11-0 / 11-0
- Lisbet Stuer-Lauridsen –  Takako Ida: 2-11 / 11-6 / 11-5
- Joanne Muggeridge –  Yae Takano: 5-11 / 11-4 / 11-8
- Christine Magnusson –  Ong Ai Li: 11-0 / 11-3
- Akiko Michiue –  Racquel Uy: 11-0 / 11-0
- Catrine Bengtsson –  Yasuko Hayashi: 12-11 / 11-6
- Camilla Martin –  Yoshiko Iwata: 11-6 / 11-0
- Marina Yakusheva –  Chi Teng Tan: 11-0 / 11-4
- Hisako Mizui –  Jennifer Uy: 11-0 / 11-1
- Yuliani Santosa –  Saori Itoh: 11-5 / 11-7
- Aiko Miyamura –  Maria Elena Garcia: 11-0 / 11-0
- Chen Hsiao-li –  Miwa Kai: 11-7 / 11-2
- Zarinah Abdullah –  Pernille Nedergaard: 11-3 / 11-3
- Yasuko Mizui –  Marina Andrievskaia: 11-12 / 12-11 / 11-3
- Masako Sakamoto –  Astrid Crabo: 11-3 / 11-3
- Guo Jing –  María de la Paz Luna Félix: 11-2 / 11-2
- Kazue Kanai –  Wong Chun Fan: 11-7 / 12-11
- Minarti Timur –  Naomi Kawaguchi: 11-2 / 11-3
- Yao Yan –  Jeanette Villanueva: 11-0 / 11-4
- Denyse Julien –  Kim Young Rim: 11-4 / 11-2
- Chan Oi Ni –  Saule Kustavletova: w.o.
- Cheng Yin Sat –  Yuni Kartika: w.o.
- Michiyo Kitaura –  Ludmila Okuneva: w.o.
- Susi Susanti –  Martha Millar: 11-1 / 11-1
- Lisbet Stuer-Lauridsen –  Han Jingna: 11-8 / 11-8
- Ye Zhaoying –  Chan Oi Ni: 11-5 / 11-3
- Christine Magnusson –  Joanne Muggeridge: 6-11 / 11-5 / 11-1
- Tang Jiuhong –  Akiko Michiue: 11-1 / 11-3
- Catrine Bengtsson –  Cheng Yin Sat: 11-0 / 11-6
- Lee Heung-soon –  Camilla Martin: 11-9 / 3-11 / 11-8
- Hisako Mizui –  Marina Yakusheva: 11-6 / 11-2
- Yuliani Santosa –  Aiko Miyamura: 11-0 / 11-0
- Huang Hua –  Chen Hsiao-li: 11-0 / 11-4
- Yasuko Mizui –  Zarinah Abdullah: 9-11 / 11-1 / 11-6
- Sarwendah Kusumawardhani –  Masako Sakamoto: 3-11 / 11-5 / 11-4
- Kazue Kanai –  Guo Jing: 11-4 / 4-11 / 11-2
- Minarti Timur –  Lim Xiaoqing: 11-3 / 11-8
- Yao Yan –  Denyse Julien: 11-1 / 4-11 / 11-6
- Bang Soo-hyun –  Michiyo Kitaura: 11-6 / 11-0
- Susi Susanti –  Lisbet Stuer-Lauridsen: 11-0 / 11-5
- Ye Zhaoying –  Christine Magnusson: 11-1 / 11-8
- Lee Heung-soon –  Hisako Mizui: 11-7 / 11-4
- Huang Hua –  Yuliani Santosa: 12-10 / 11-2
- Sarwendah Kusumawardhani –  Yasuko Mizui: 11-3 / 11-3
- Minarti Timur –  Kazue Kanai: 12-9 / 11-6
- Bang Soo-hyun –  Yao Yan: 11-5 / 11-4
- Tang Jiuhong –  Catrine Bengtsson: w.o.
- Ye Zhaoying –  Susi Susanti: 7-11 / 12-9 / 11-2
- Lee Heung-soon –  Tang Jiuhong: 11-9 / 7-11 / 11-6
- Huang Hua –  Sarwendah Kusumawardhani: 11-4 / 11-6
- Bang Soo-hyun –  Minarti Timur: 11-6 / 11-3
- Ye Zhaoying –  Lee Heung-soon: 12-10 / 11-8
- Bang Soo-hyun –  Huang Hua: 11-3 / 2-11 / 11-5
- Ye Zhaoying –  Bang Soo-hyun: 11-6 / 11-5

### Herrendoppel
- Shuji Matsuno /  Shinji Matsuura –  Melvin Llanes /  William Mardicas: 15-1 / 15-0
- Christian Jakobsen /  Jan Paulsen –  Akihiro Imai /  Yasumasa Tsujita: 15-11 / 15-8
- Kang Kyung-jin /  Shon Jin-hwan –  Jesus Araneta Martin /  Ronald Magnaye: 15-1 / 15-0
- Chow Kin Man /  Wong Wai Lap –  Patrick Lau Kim Pong /  Hong Han Lim: 15-4 / 15-12
- Chen Xingdong /  Li Jian –  Atsuhito Kitani /  Hitosi Ohohori: 15-11 / 13-15 / 15-12
- Simon Archer /  Nick Ponting –  Allan De Leon /  Rocky Magnaye: 15-4 / 15-4
- Kazuhiko Hamakita /  Eishi Kibune –  Lee Mou-chou /  Lin Wei-chen: 15-11 / 15-8
- Hiroki Eto /  Tatsuya Yanagiya –  Enrique John Campos /  Jaime Llanes: 15-3 / 15-0
- Kim Dong-moon /  Lee Yong-sun –  Prakash Doj Rana /  Ramjee B. Shrestha: 15-2 / 15-3
- Patrik Andreasson /  Rikard Magnusson –  Takao Hayato /  Yuji Murayama: 15-11 / 15-8
- Michael Keck /  Oliver Pongratz –  Jethanan Ramnani /  Jacques Zialcita Louis: 15-18 / 15-8 / 15-4
- Takuya Katayama /  Yuzo Kubota –  Basharat Iqbal /  Muhammad Ismail Zabeeh: w.o.
- Imay Hendra /  Bagus Setiadi - : w.o.
- Jiang Xin /  Ricky Yu Qi –  Igor Dmitriev /  Vladimir Smolin: w.o.
- Ricky Subagja /  Aryono Miranat –  Horng Shin-jeng /  Huang Chuan-chen: 15-5 / 15-6
- Huang Zhanzhong /  Zheng Yumin –  Ernesto de la Torre /  Bernardo Monreal: 15-4 / 15-3
- Christian Jakobsen /  Jan Paulsen –  Kang Kyung-jin /  Shon Jin-hwan: 15-2 / 8-15 / 15-7
- Pramote Teerawiwatana /  Sakrapee Thongsari –  Rahman Sidek /  Jalani Sidek: 15-7 / 15-10
- Chen Xingdong /  Li Jian –  Chow Kin Man /  Wong Wai Lap: 18-16 / 15-4
- Ha Tae-kwon /  Yoo Yong-sung –  Peter Axelsson /  Pär-Gunnar Jönsson: 15-12 / 15-11
- Takuya Katayama /  Yuzo Kubota –  Simon Archer /  Nick Ponting: 15-3 / 15-11
- Imay Hendra /  Bagus Setiadi –  Kazuhiko Hamakita /  Eishi Kibune: 15-7 / 15-10
- Jon Holst-Christensen /  Thomas Lund –  Takaaki Hayashi /  Norio Imai: 15-6 / 15-3
- Hiroki Eto /  Tatsuya Yanagiya –  Kim Dong-moon /  Lee Yong-sun: 8-15 / 15-12 / 15-12
- Chen Hongyong /  Chen Kang –  Erik Lia /  Hans Sperre: 15-2 / 15-6
- Jiang Xin /  Ricky Yu Qi –  Patrik Andreasson /  Rikard Magnusson: 15-9 / 15-6
- Rudy Gunawan /  Bambang Suprianto –  Chan Siu Kwong /  Ng Pak Kum: 15-12 / 17-18 / 15-9
- Fumihiko Machida /  Koji Miya –  Michael Keck /  Oliver Pongratz: 15-13 / 15-8
- Cheah Soon Kit /  Soo Beng Kiang –  Duminda Jayakody /  Niroshan Wijekoon: 15-2 / 15-1
- Shuji Matsuno /  Shinji Matsuura - : w.o.
- Shuji Matsuno /  Shinji Matsuura –  Ricky Subagja /  Aryono Miranat: 8-15 / 18-16 / 15-8
- Huang Zhanzhong /  Zheng Yumin –  Christian Jakobsen /  Jan Paulsen: 15-12 / 15-4
- Pramote Teerawiwatana /  Sakrapee Thongsari –  Chen Xingdong /  Li Jian: 15-9 / 15-10
- Ha Tae-kwon /  Yoo Yong-sung –  Takuya Katayama /  Yuzo Kubota: 15-10 / 15-10
- Jon Holst-Christensen /  Thomas Lund –  Imay Hendra /  Bagus Setiadi: 15-7 / 15-10
- Chen Hongyong /  Chen Kang –  Hiroki Eto /  Tatsuya Yanagiya: 15-3 / 15-5
- Rudy Gunawan /  Bambang Suprianto –  Jiang Xin /  Ricky Yu Qi: 15-8 / 15-4
- Cheah Soon Kit /  Soo Beng Kiang –  Fumihiko Machida /  Koji Miya: 12-15 / 15-8 / 15-7
- Huang Zhanzhong /  Zheng Yumin –  Shuji Matsuno /  Shinji Matsuura: 15-5 / 15-7
- Pramote Teerawiwatana /  Sakrapee Thongsari –  Ha Tae-kwon /  Yoo Yong-sung: 15-6 / 15-7
- Chen Hongyong /  Chen Kang –  Jon Holst-Christensen /  Thomas Lund: 15-10 / 15-8
- Rudy Gunawan /  Bambang Suprianto –  Cheah Soon Kit /  Soo Beng Kiang: 18-15 / 15-12
- Pramote Teerawiwatana /  Sakrapee Thongsari –  Huang Zhanzhong /  Zheng Yumin: 15-5 / 15-8
- Chen Hongyong /  Chen Kang –  Rudy Gunawan /  Bambang Suprianto: 10-15 / 15-10 / 15-10
- Chen Hongyong /  Chen Kang –  Pramote Teerawiwatana /  Sakrapee Thongsari: 15-10 / 15-10

### Damendoppel
- Lin Yanfen /  Yao Fen –  Maria Elena Garcia /  Racquel Uy: 15-0 / 15-1
- Tokiko Hirota /  Yuko Koike –  Marlene Thomsen /  Anne Mette Bille: 15-12 / 18-15
- Finarsih /  Lili Tampi –  Marina Andrievskaia /  Marina Yakusheva: 15-10 / 15-4
- Akiko Michiue /  Masako Sakamoto –  Cheng Yin Sat /  Chung Hoi Yuk: 15-8 / 18-14
- Haruko Matsuda /  Aiko Miyamura –  Gillian Clark /  Gillian Gowers: 15-11 / 11-15 / 15-11
- Si-an Deng /  Denyse Julien –  Guo Jing /  Han Jingna: 15-13 / 15-10
- Catrine Bengtsson /  Maria Bengtsson –  Junko Hashimoto /  Kyomi Isozaki: 15-8 / 15-10
- Tomomi Matsuo /  Kyoko Sasage –  Chan Oi Ni /  Wong Chun Fan: 15-4 / 15-7
- Miwa Kai /  Keiko Nakahara –  Ngan Fai /  Tung Chau Man: 15-2 / 15-2
- Chung So-young /  Gil Young-ah –  Ong Ai Li /  Chi Teng Tan: 15-7 / 15-7
- Catherine /  Eliza Nathanael –  Martha Millar /  Jeanette Villanueva: 15-4 / 15-4
- Joanne Muggeridge /  Lisbet Stuer-Lauridsen –  Sun Man /  Zhu Aihua: 15-7 / 15-10
- Christine Magnusson /  Lim Xiaoqing –  Maki Ohori /  Shinobu Sasaki: 15-18 / 15-12 / 15-4
- Chen Ying /  Wu Yuhong –  Saule Kustavletova /  Ludmila Okuneva: w.o.
- Astrid Crabo /  Lotte Olsen - : w.o.
- Yoshiko Iwata /  Fujimi Tamura –  Nong Qunhua /  Zhou Lei: w.o.
- Lin Yanfen /  Yao Fen –  Tokiko Hirota /  Yuko Koike: 15-13 / 15-12
- Finarsih /  Lili Tampi –  Akiko Michiue /  Masako Sakamoto: 15-7 / 15-9
- Haruko Matsuda /  Aiko Miyamura –  Si-an Deng /  Denyse Julien: 15-8 / 15-6
- Catrine Bengtsson /  Maria Bengtsson –  Tomomi Matsuo /  Kyoko Sasage: 15-10 / 8-15 / 15-9
- Chen Ying /  Wu Yuhong –  Astrid Crabo /  Lotte Olsen: 15-3 / 15-4
- Chung So-young /  Gil Young-ah –  Miwa Kai /  Keiko Nakahara: 15-7 / 15-5
- Catherine /  Eliza Nathanael –  Yoshiko Iwata /  Fujimi Tamura: 15-6 / 15-7
- Christine Magnusson /  Lim Xiaoqing –  Joanne Muggeridge /  Lisbet Stuer-Lauridsen: 11-15 / 15-10 / 15-9
- Finarsih /  Lili Tampi –  Lin Yanfen /  Yao Fen: 18-13 / 15-6
- Haruko Matsuda /  Aiko Miyamura –  Catrine Bengtsson /  Maria Bengtsson: 15-8 / 15-9
- Chung So-young /  Gil Young-ah –  Chen Ying /  Wu Yuhong: 17-15 / 5-15 / 15-7
- Christine Magnusson /  Lim Xiaoqing –  Catherine /  Eliza Nathanael: 15-6 / 15-9
- Finarsih /  Lili Tampi –  Haruko Matsuda /  Aiko Miyamura: 15-6 / 15-3
- Chung So-young /  Gil Young-ah –  Christine Magnusson /  Lim Xiaoqing: 15-11 / 15-12
- Chung So-young /  Gil Young-ah –  Finarsih /  Lili Tampi: 15-12 / 15-5

### Mixed
- Chikako Kasahara /  Tomoaki Yoshino –  Ng Pak Kum /  Tung Chau Man: 15-6 / 7-15 / 15-12
- Huang Chuan-chen /  Chen Hsiao-li –  Chow Kin Man /  Miwa Kai: 15-11 / 15-6
- Chan Siu Kwong /  Chung Hoi Yuk –  Jaimie Dawson /  Si-an Deng: 15-4 / 15-12
- Thomas Lund /  Catrine Bengtsson –  Patrick Lau Kim Pong /  Ong Ai Li: 15-1 / 15-2
- Joko Mardianto /  Sri Untari –  Enrique John Campos /  Martha Millar: 15-2 / 15-5
- Nick Ponting /  Gillian Clark –  Andrei Antropow /  Marina Andrievskaia: 15-9 / 15-18 / 15-10
- Li Jian /  Zhu Aihua –  Yoko Fujimoto /  Katsushi Koga: 15-5 / 15-12
- Michael Keck /  Masako Sakamoto –  Jacques Zialcita Louis /  Jeanette Villanueva: 15-6 / 15-5
- Peter Axelsson /  Astrid Crabo –  Chikako Kasahara /  Tomoaki Yoshino: 15-9 / 15-6
- Christian Jakobsen /  Marlene Thomsen –  Huang Chuan-chen /  Chen Hsiao-li: 15-10 / 15-9
- Chen Xingdong /  Sun Man –  Ronald Magnaye /  Racquel Uy: 15-3 / 15-3
- Simon Archer /  Gillian Gowers –  Sasiko Tanaka /  Akihiko Uemura: 15-9 / 15-9
- Kang Kyung-jin /  Gil Young-ah –  Chan Siu Kwong /  Chung Hoi Yuk: 15-10 / 15-11
- Jon Holst-Christensen /  Anne Mette Bille –  Hong Han Lim /  Chi Teng Tan: 15-4 / 15-1
- Pawel Uwarow /  Marina Yakusheva –  Junichi Kadoya /  Noriko Tanaka: 15-9 / 15-5
- Pär-Gunnar Jönsson /  Maria Bengtsson –  Jaime Llanes /  Jennifer Uy: 15-3 / 15-2
- Shon Jin-hwan /  Chung So-young –  Vladimir Smolin /  Saule Kustavletova: w.o.
- Jan Paulsen /  Lotte Olsen –  Nick Hall /  Fujimi Tamura: w.o.
- Aryono Miranat /  Eliza Nathanael –  Igor Dmitriev /  Ludmila Okuneva: w.o.
- Thomas Lund /  Catrine Bengtsson –  Joko Mardianto /  Sri Untari: 15-6 / 15-9
- Nick Ponting /  Gillian Clark –  Li Jian /  Zhu Aihua: 14-18 / 15-9 / 15-7
- Christian Jakobsen /  Marlene Thomsen –  Chen Xingdong /  Sun Man: 15-9 / 10-15 / 15-12
- Aryono Miranat /  Eliza Nathanael –  Simon Archer /  Gillian Gowers: 15-4 / 15-5
- Kang Kyung-jin /  Gil Young-ah –  Jon Holst-Christensen /  Anne Mette Bille: 10-15 / 15-7 / 15-11
- Pär-Gunnar Jönsson /  Maria Bengtsson –  Pawel Uwarow /  Marina Yakusheva: 17-14 / 15-11
- Shon Jin-hwan /  Chung So-young –  Michael Keck /  Masako Sakamoto: w.o.
- Jan Paulsen /  Lotte Olsen –  Peter Axelsson /  Astrid Crabo: w.o.
- Thomas Lund /  Catrine Bengtsson –  Nick Ponting /  Gillian Clark: 15-5 / 15-4
- Jan Paulsen /  Lotte Olsen –  Shon Jin-hwan /  Chung So-young: 15-12 / 15-11
- Christian Jakobsen /  Marlene Thomsen –  Aryono Miranat /  Eliza Nathanael: 15-12 / 15-8
- Pär-Gunnar Jönsson /  Maria Bengtsson –  Kang Kyung-jin /  Gil Young-ah: 12-15 / 15-12 / 15-6
- Thomas Lund /  Catrine Bengtsson –  Jan Paulsen /  Lotte Olsen: 15-2 / 15-7
- Christian Jakobsen /  Marlene Thomsen –  Pär-Gunnar Jönsson /  Maria Bengtsson: 9-15 / 15-9 / 15-5
- Thomas Lund /  Catrine Bengtsson –  Christian Jakobsen /  Marlene Thomsen: 15-6 / 15-6